# Mauricio Leone
Mauricio Leone Bravo, diplomático chileno. Ha sido cónsul chileno en Bariloche (Argentina, 1990-1992), Cónsul General en Salta (Argentina, 1997-2002); Ministro Consejero en la Embajada de Chile en Japón (2004-2009) y Embajador de Chile en Haití (2010-2012).

## Biografía
Licenciado en Ciencias Políticas y Administrativas de la Universidad Complutense de Madrid, y Diplomado en Sociología y Desarrollo del Área Ibérica. Leone se incorporó al Servicio Exterior en 1974, para luego desempeñar cargos en las Embajadas de Chile en El Salvador (1976-1981); en Sudáfrica (1982-1988); ser Cónsul General en Bariloche, Argentina (1990-1992); Consejero en la Embajada en Canadá (1992-1995); Cónsul General en Salta, Argentina (1997-2002); y Ministro Consejero en la Embajada de Chile en Japón (2004-2009).
En la Cancillería, Mauricio Leone Bravo ha cumplido funciones como jefe del Departamento de Acción Social de la Dirección General de Asuntos Consulares e Inmigración; jefe del Departamento de África y Medio Oriente; jefe de Gabinete del director general Administrativo; subdirector de Recursos Humanos y como director (S) de Política Consular.
Mientras se desempeñaba como Director de Servicios Consulares, en el año 2010 es designado para encabezar la misión de Chile en Haití, en calidad de nuevo embajador de la República de Chile, cargo que mantuvo hasta el año 2012.